# .zr
.zr – dawna domena internetowa przypisana dla stron internetowych z Zairu. Ponieważ w roku 1997 Zair zmienił nazwę na Demokratyczna Republika Konga, domenę .zr zastąpiono domeną .cd. W roku 2001 domena .zr została ostatecznie zablokowana.